# 戴维·卡登
戴维·李·卡登（David L. Carden）出生于印第安纳，是一名美国律师，同时也是前美国驻东南亚国家联盟（“东盟”）特命全权大使。其任命由贝拉克·奥巴马总统于2010年11月提名，由美国参议院于2011年3月确认。卡登先生在2013年12月辞去大使职务。目前，卡登先生是众达国际法律事务所（Jones Day）合伙人，负责该所亚洲办公室业务。

## 法律职业生涯
卡登先生的法律职业生涯由凯易律师事务所（Kirkland & Ellis）芝加哥办公室的诉讼部门起步。在凯易期间，卡登作为团队一员，在阿莫科•卡迪兹（Amoco Cardiz）号漏油事件中代表Amoco公司。
在1990年加入众达芝加哥办公室之前，卡登先生曾任芝加哥Coffiled Ungaretti律师事务所合伙人。2000年，卡登先生迁往众达纽约办公室。在此期间，卡登先生负责众达在纽约的出庭业务，其中包括知识产权和劳动法业务。卡登先生之后曾任众达全球的证券诉讼和执行业务联席主管。
在众达期间，卡登先生曾负责过迄今为止最大的几起证券欺诈案件，包括涉及安然公司（Enron）、帕玛拉特（Parmalat）和美国国际集团(AIG)的案件。卡登先生也曾在涉及衍生品、债务担保证券（CDO）、信用违约掉期（CDS）、货币、商品、期权及各种直接投资和其他传统融资产品的案件中进行辩护。
卡登先生亦曾协调在多个国家法院提起的诉讼的辩护，包括英国、法国、瑞士、卢森堡、荷属安的列斯群岛、泰国、意大利和巴巴多斯，也曾在多个不同国家（包括印尼、新加坡、中華人民共和國、沙烏地阿拉伯、黎巴嫩和叙利亚）的案件中担任起诉或辩护律师或进行调查。
钱伯斯（Chambers）、纽约超级律师（New York Super Lawyers）和纽约时报“超级律师版面（Super Lawyer Section）”均提及卡登先生，认可其在证券诉讼中的成就。他也位列Lawdragon的“您要认识的证券诉讼律师”名单。

## 政治参与
卡登先生在20多年来都是奥巴马总统的朋友和高尔夫球伙伴，也是奥巴马总统政治生涯的早期支持者。他是奥巴马2008年总统竞选全国财务委员会的创始成员。卡登先生及他的太太Rebecca Riley在2008年竞选的筹款人中位居前列，筹款超过50万美元。

## 担任大使
作为美国大使，卡登先生负责管理美国在东南亚地区的广泛往来活动，其中包括奥巴马政府在2011年针对该区域的“转向”或“重新平衡”的政策。他常驻位于雅加达的美国常驻东盟代表处，并经常往来于东盟十个成员国和亚洲各国。他的职责包括推动与支持东盟于2015年实现经济共同体，并倡导通过必要的系统化改革推动该地区的和平与繁荣发展。
在卡登先生的领导下，美国代表团处理了与实现东盟远大目标相关的议题，包括经济发展、贸易自由化、知识产权保护、发展法治和更有效率的管治、防治流行性疾病、有效应对自然灾害的机制、提高医疗保健水平和教育机会、处理人口和野生动物非法交易、陆地和海洋环境保护、区域渔业和自然资源的管理、应对森林砍伐和气候变化、食品和饮水安全、增强东盟成员国公民和机构活力、促进历史文化保护以及关注可持续城市建设。卡登先生致力于在该区域内建立联盟，包括协调和促进欧盟和拉丁美洲地区各国使馆与东盟的合作。
美国常驻东盟代表处在卡登在任期间扩大了三倍，鼓励东盟成员国和亚洲国家在良好信息沟通基础上进行决策。卡登先生为此首次在美国大使馆或代表处聘用了科学顾问，并成功倡导设立了美国—东盟富布莱特奖学金计划。代表处也设立了美国—东盟科技奖学金项目。

## 荣誉奖项
为表彰他的努力，美国国务院于2013年12月授予卡登大使高级荣誉奖。于2014年5月，印地安纳大学为表彰他为学校及公共事务做出的贡献，授予其Thomas Hart Benton Mural Medallion奖项。

## 家庭与个人生活
卡登先生出生于印第安纳。他以优等学业成绩毕业于德葩大学（DePauw University）以及印第安纳大学摩利尔法学院，他在法学院期间是法学院优等生协会成员（The Order of the Coif）。
卡登先生的太太是约翰·D及凯瑟琳·T·麦克阿瑟基金会前副主席Rebecca Riley。Riley女士在1997年曾安排奥巴马在芝加哥于情人节“Futures Committee”聚会上进行演讲，Futures Committee是本地支持项目（Local Initiatives Support Corp）成立的民间领导团体。据报道，那次演讲被称为“决定奥巴马生涯的演讲”。